# 王倬 (成化進士)
王倬（1447年—1521年），字用檢，號質菴，直隸蘇州府崑山縣軍籍，太倉州人，明朝政治人物。

## 生平
生於正統十二年（1447年）十月二十八日。早年出身國子生，成化七年（1471年）辛卯科應天鄉試第六十五名舉人，十四年（1478年）戊戌科三甲第五十九名進士。授浙江山陰縣知縣，丁憂去職，起為江西餘干縣知縣，丁憂去職，起為浙江蘭溪縣知縣，弘治八年（1495年）升南京山西道監察御史，十五年（1502年）升貴州按察司副使，正德二年（1507年）調廣東按察司副使、兵備瓊崖，四年（1509年）升雲南按察使，同年升廣西右布政使，六年（1511年）升四川左布政使，八年（1513年）任都察院右副都御史、巡撫順天，十年（1515年）升南京兵部右侍郎，十二年（1517年）秩滿，以考績至京，上疏乞休，不允，蔭其孫王世德為國子生，十三年（1518年）連上三疏乞致仕，詔給驛遞歸里，十六年（1521年）三月九日去世，享年七十五歲。

## 家族
曾祖王質；祖父王琳；父王輅。母张氏。具慶下。兄王僑（知縣）、王偡。
妻陳氏，贈淑人，無子；繼妻陳氏，贈孺人，生子王愔及二女；繼妻陳氏，封淑人，生子王忬，官至薊遼總督。孫王世德、王世業；王世貞，官至南京刑部尚書；王世懋，官至南京太常寺少卿。